# Bascule (weegschaal)

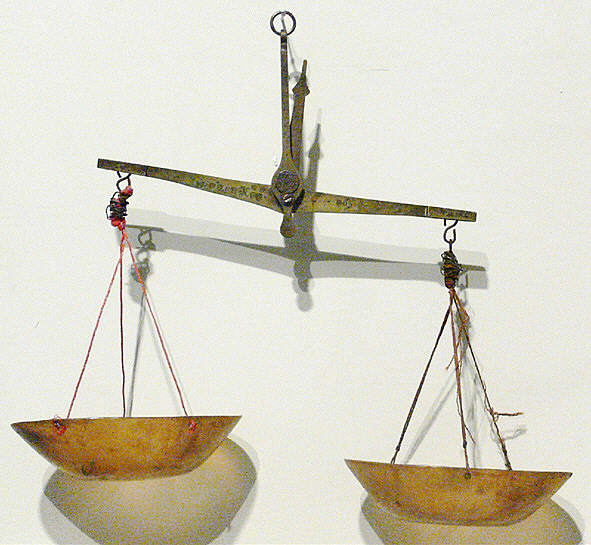
Bascule met een arm voor kleine gewichten

Een bascule is een weegschaal gebaseerd op een hefboom.

## Bascule met een arm
De bascule bestaat uit een lange stang met in het midden een draaipunt. Aan beide uiteinden van de stang hangt telkens één bakje. In het ene bakje wordt het te wegen voorwerp gelegd en in het andere wordt met behulp van gewichten bepaald hoe zwaar het voorwerp is. Als de stang horizontaal hangt, weet men dat aan beide kanten hetzelfde gewicht hangt.

## Bascule met messen
Vroeger werd voor het wegen van zwaardere voorwerpen een bascule gebruikt. Aan de ene kant werd een gewicht geplaatst en aan de andere kant het te wegen voorwerp. De weegverhouding was 1 op 10. De bovenkant van de weegschaal, waar het te wegen materiaal op geplaatst wordt, rust bij de achterkant op twee messen en hangt aan de voorkant ook op een mes. Verder komen op de hefboom van de bak met gewichten ook nog twee messen voor. Een mes heeft een omgekeerde v-vorm. Hierdoor is de wrijving minimaal.

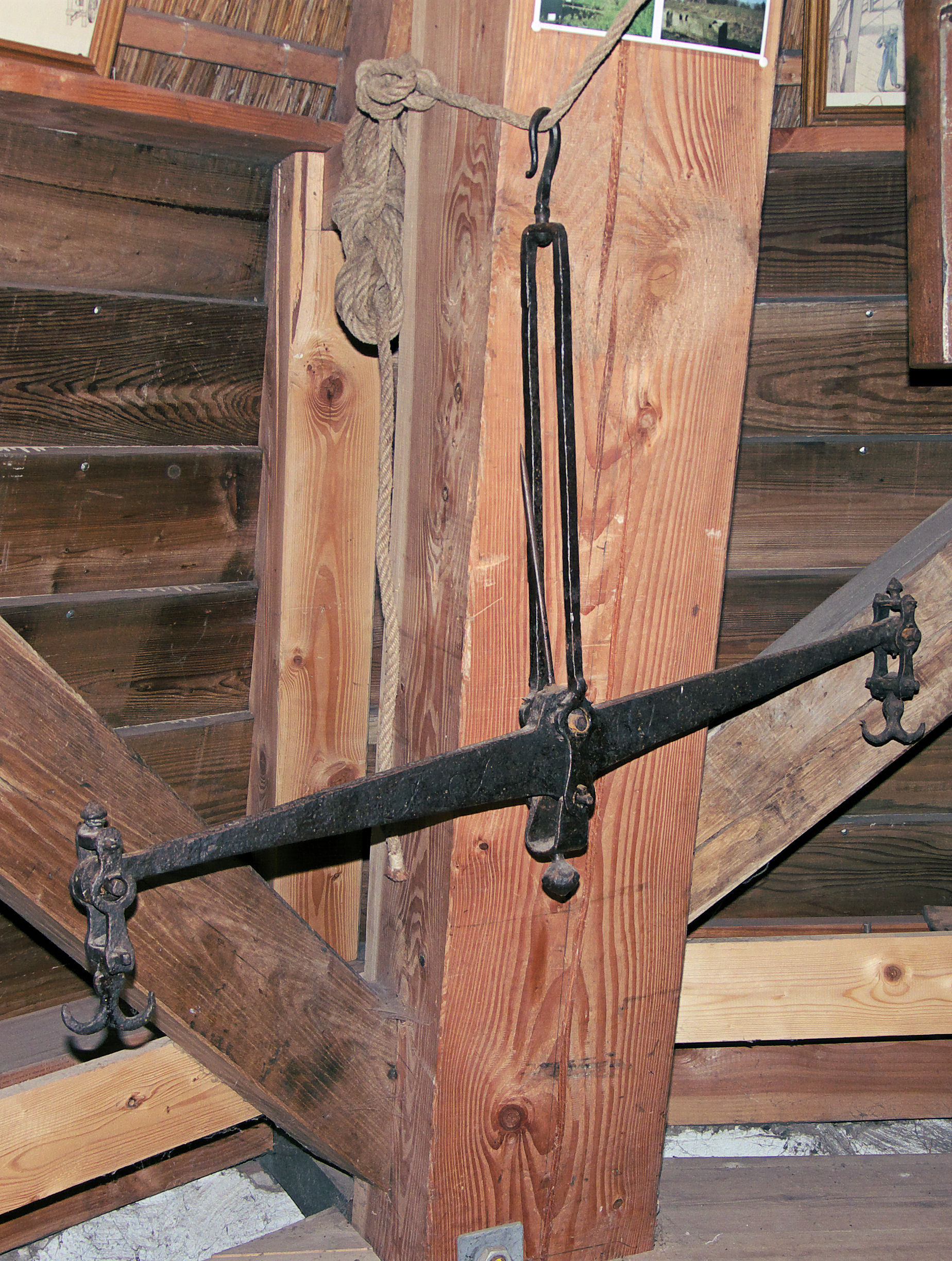
Balans met een arm voor grote gewichten
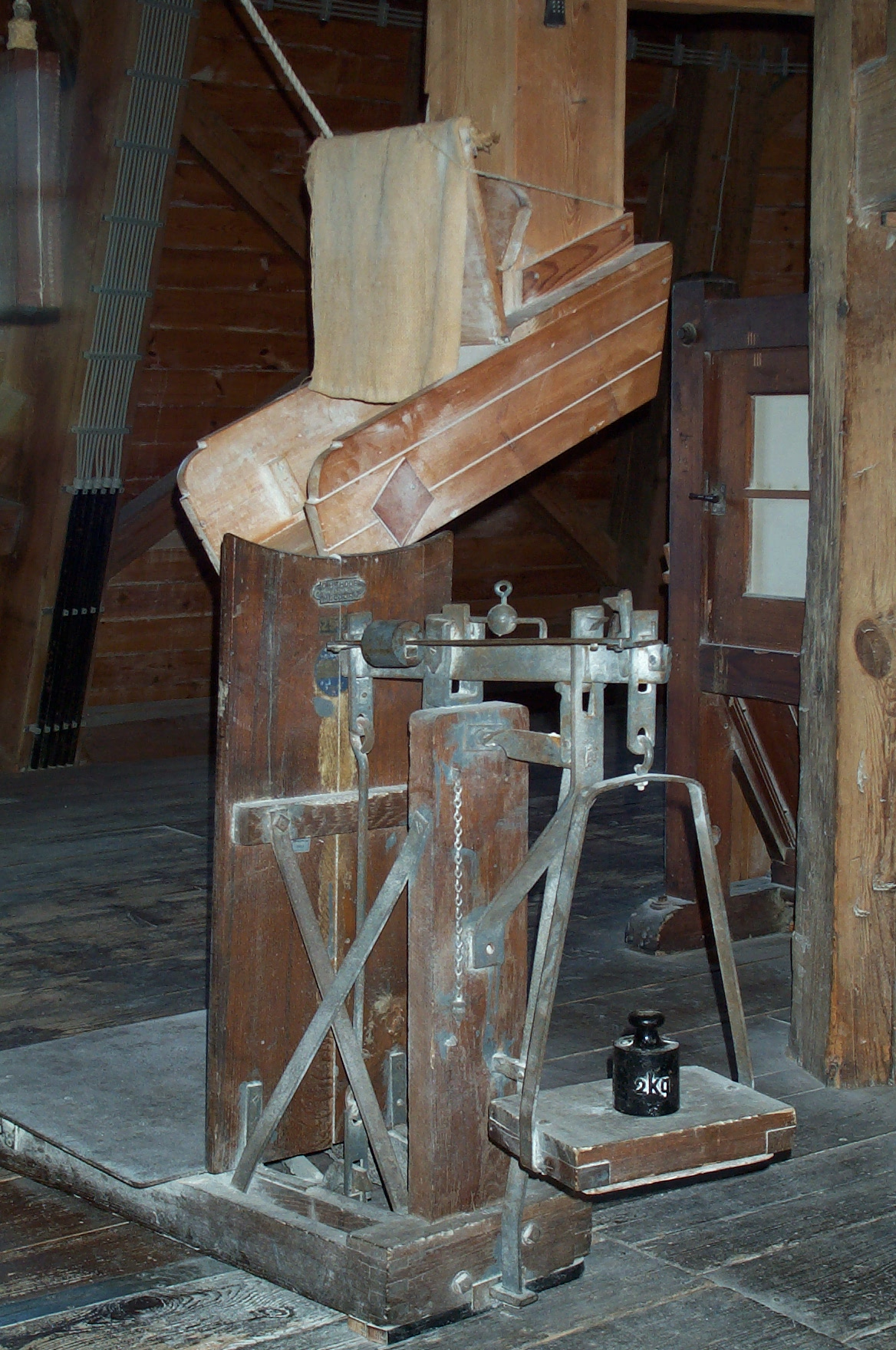
Bascule met messen
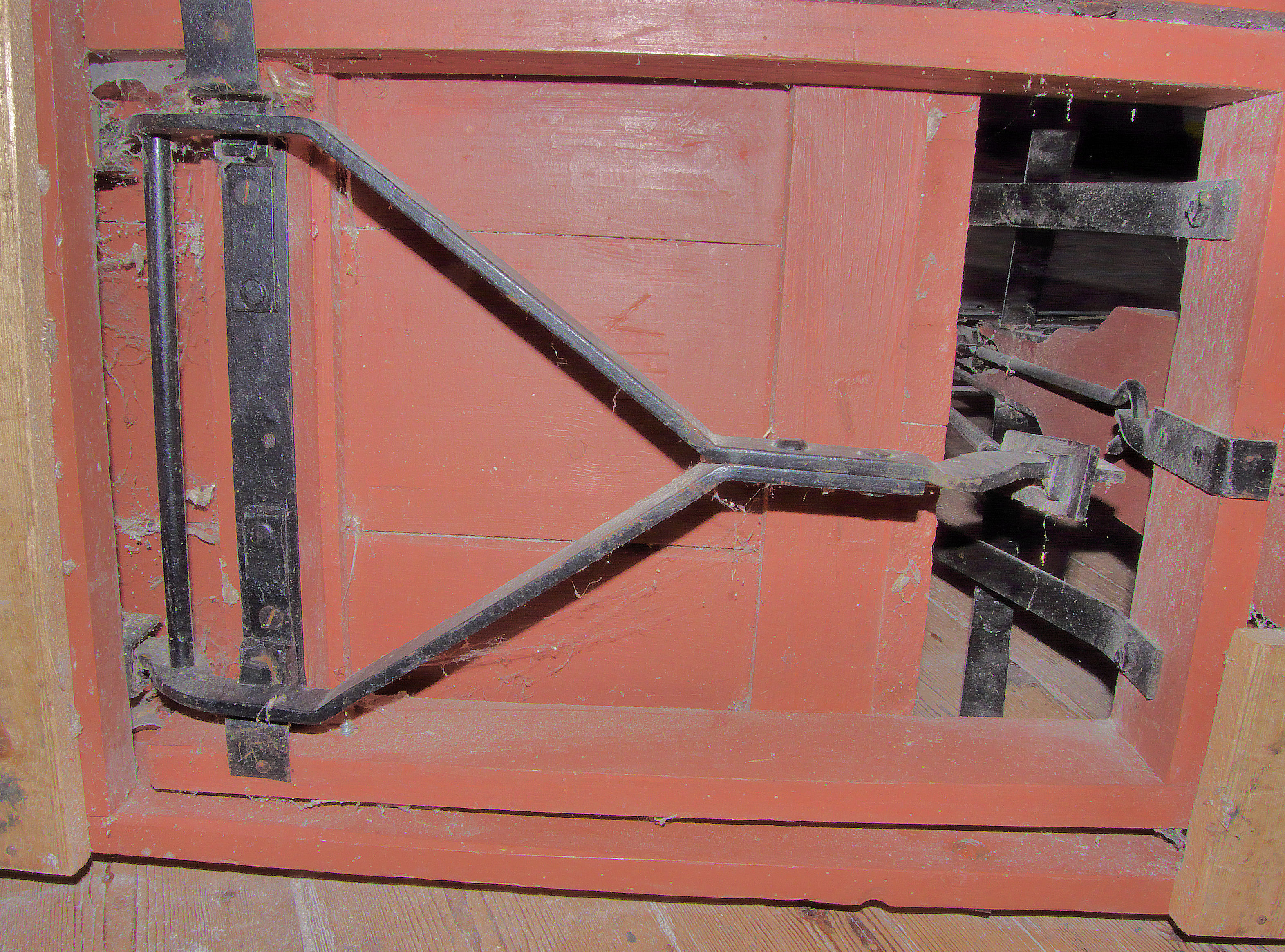
Onderkant bascule met messen
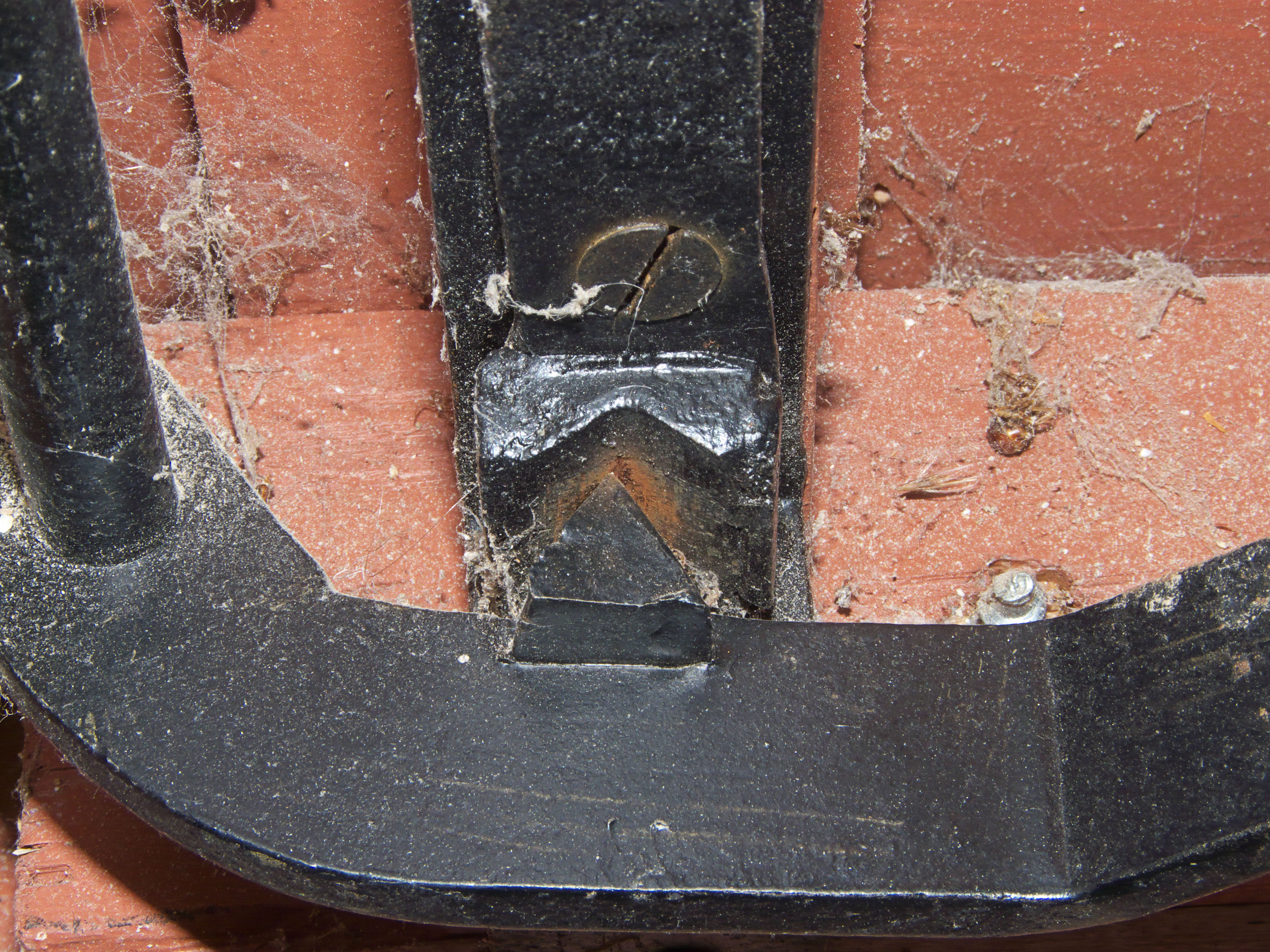
Mes met oplegging aan achterkant
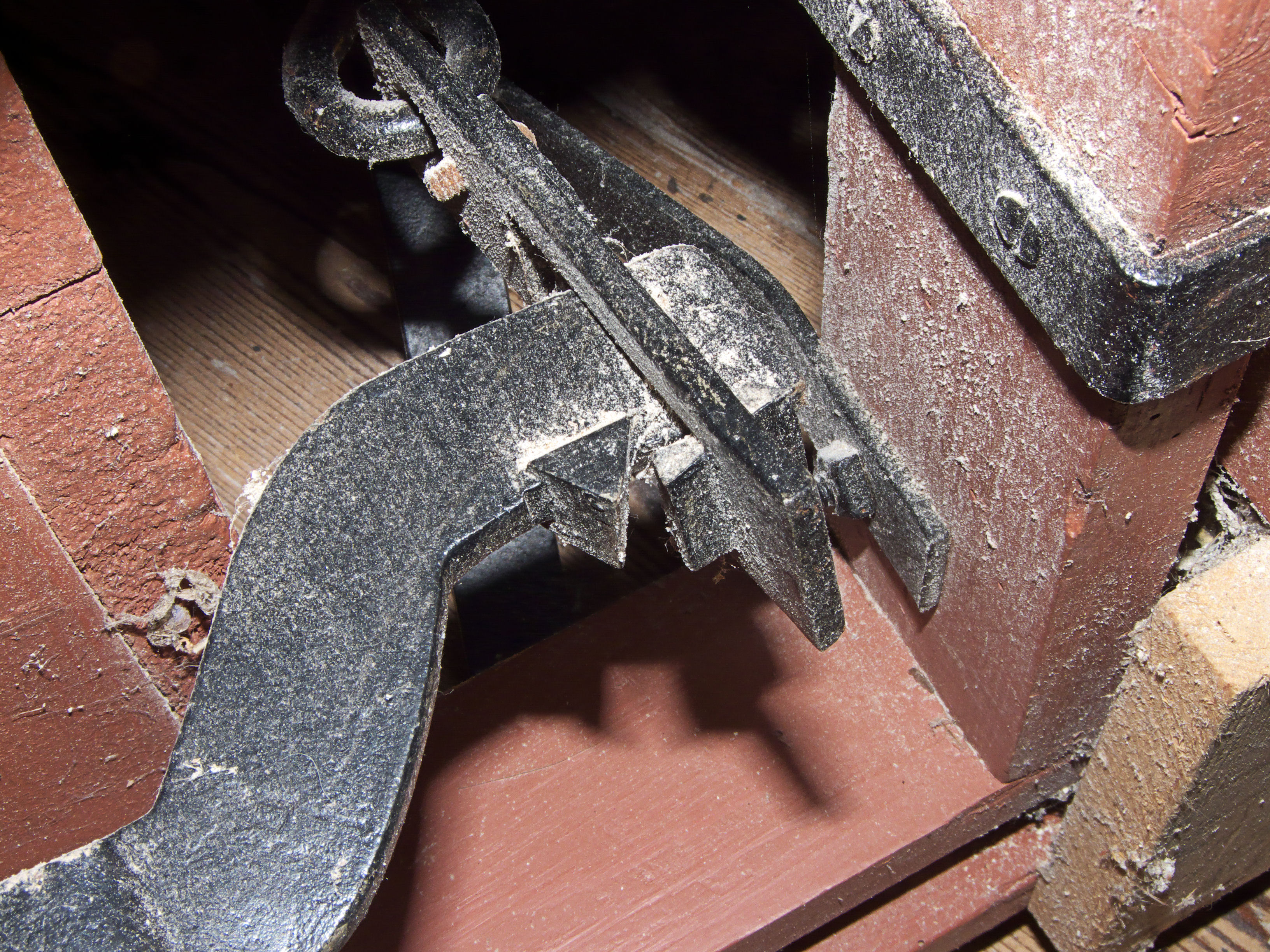
Mes met ophanging aan voorkant
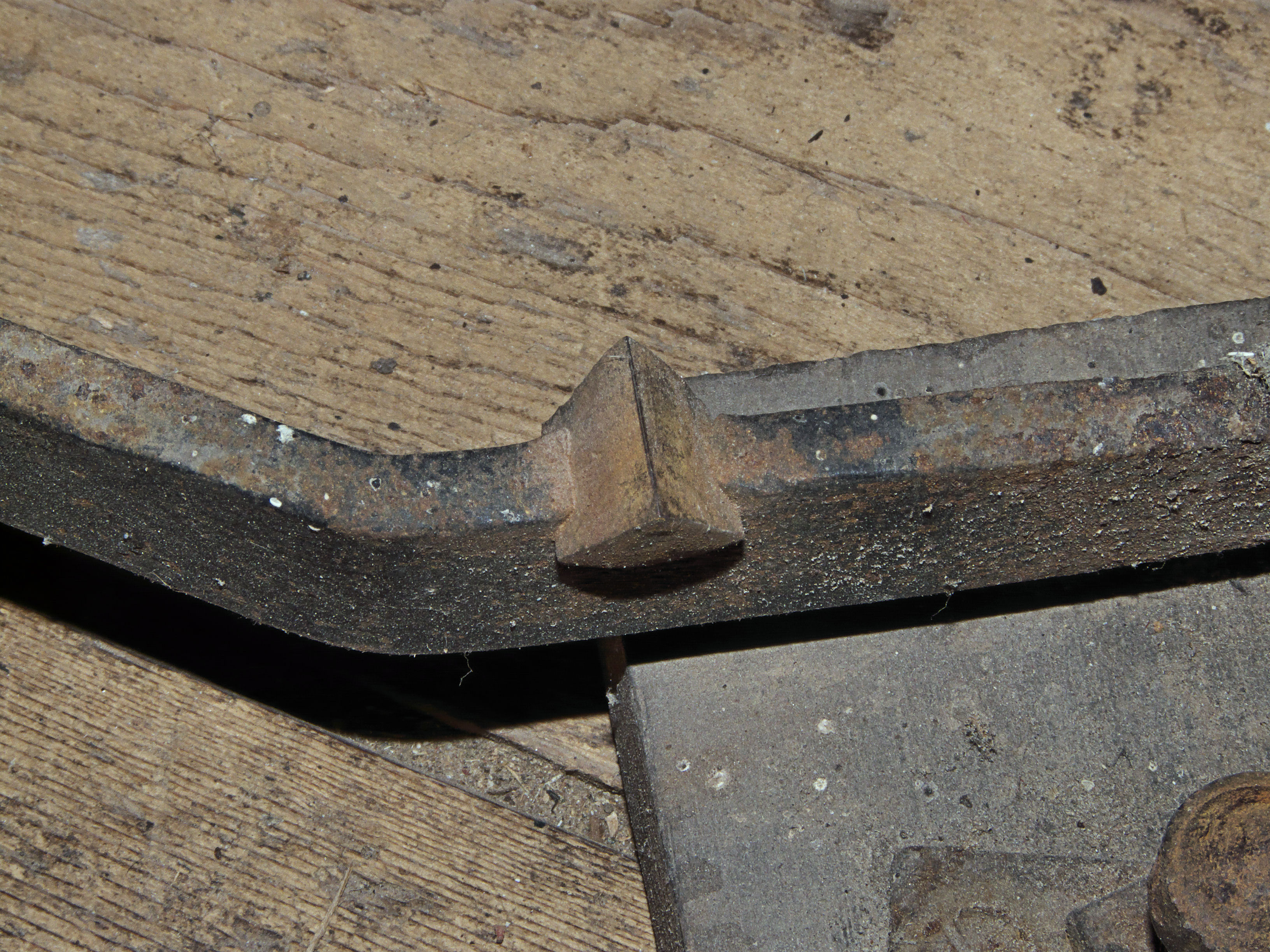
Mes bij achterzijde (andere bascule)
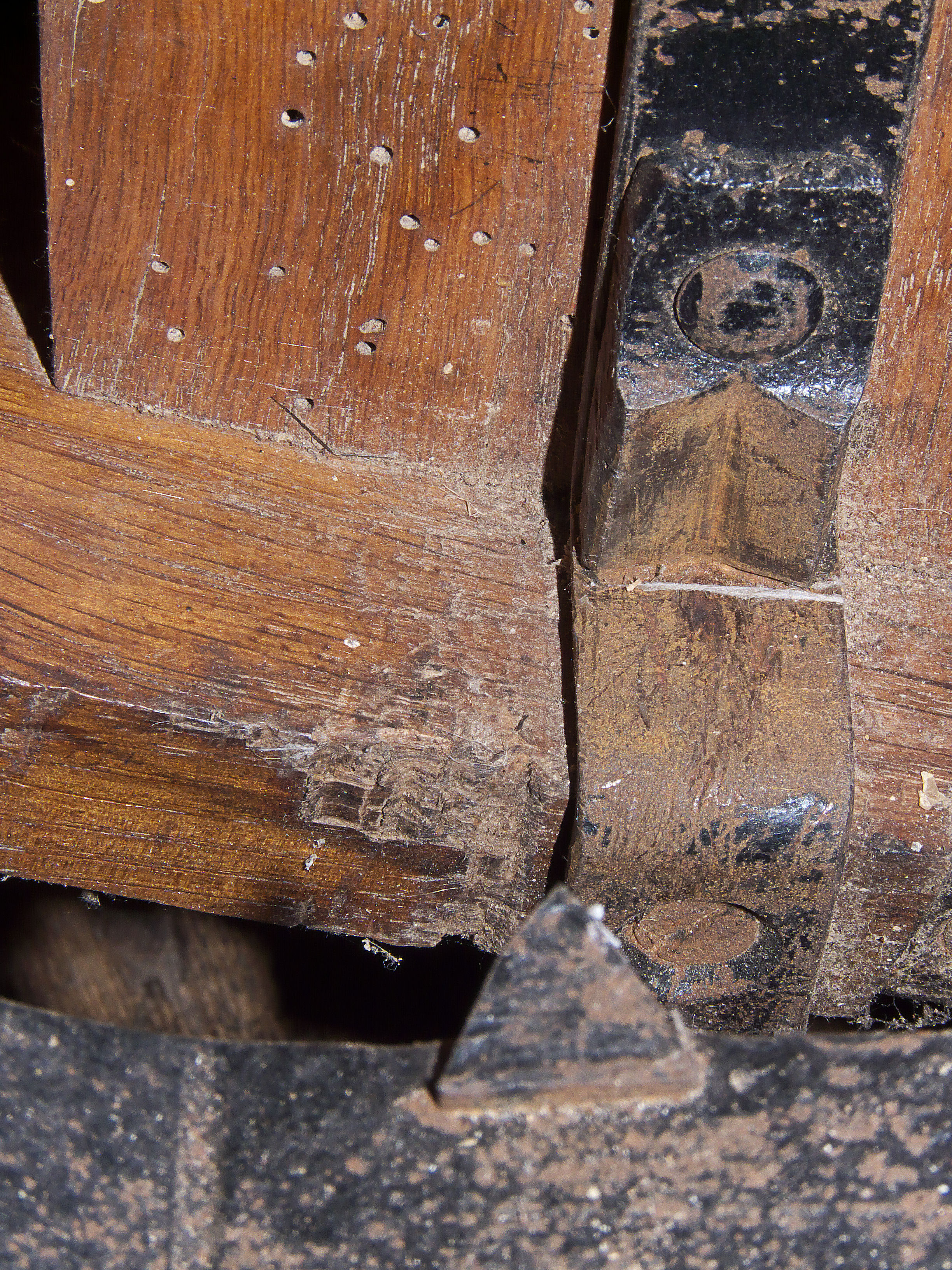
Oplegging op mes bij achterzijde (andere bascule)
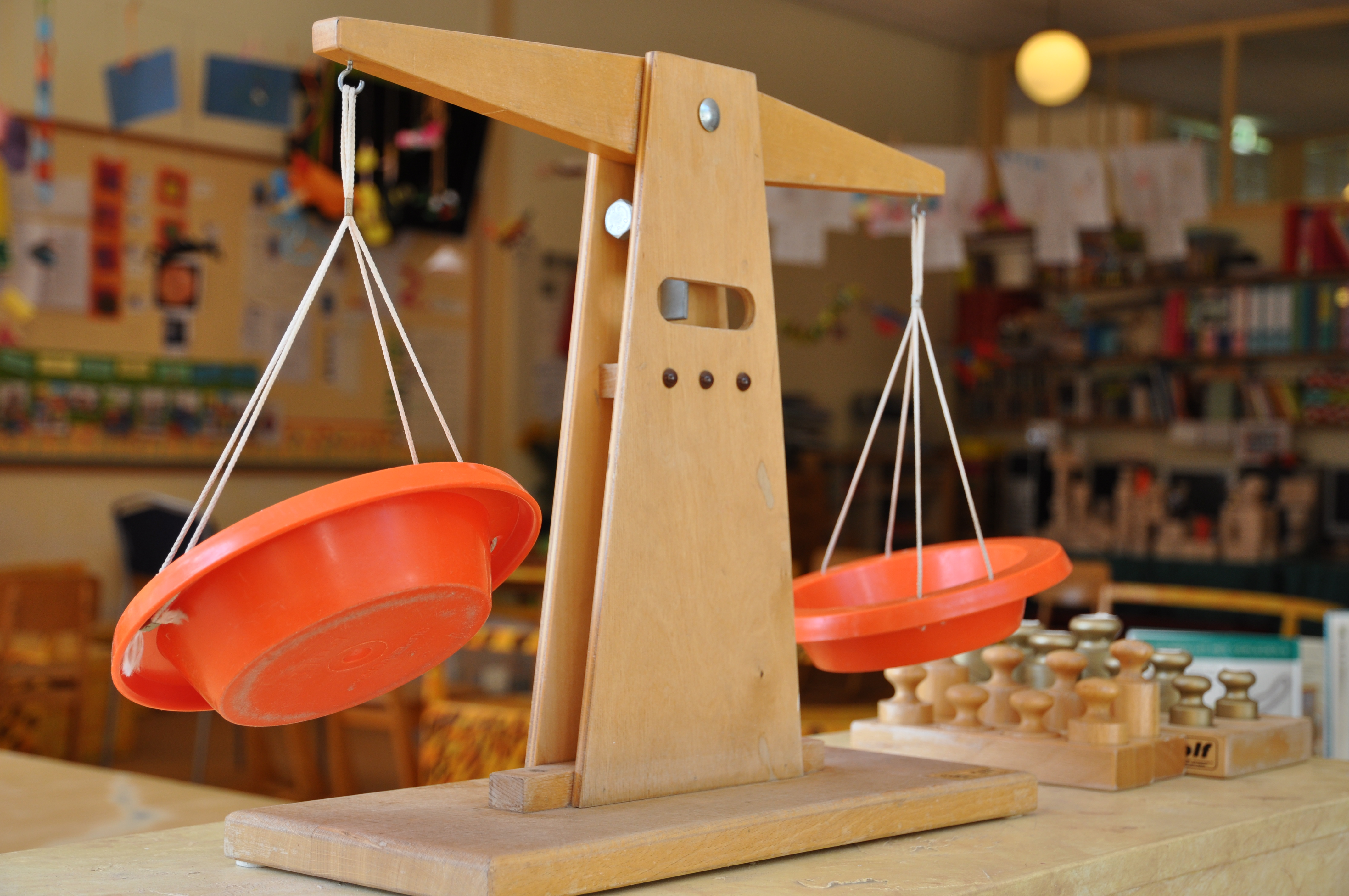
Bascule als didactisch materiaal op een basisschool
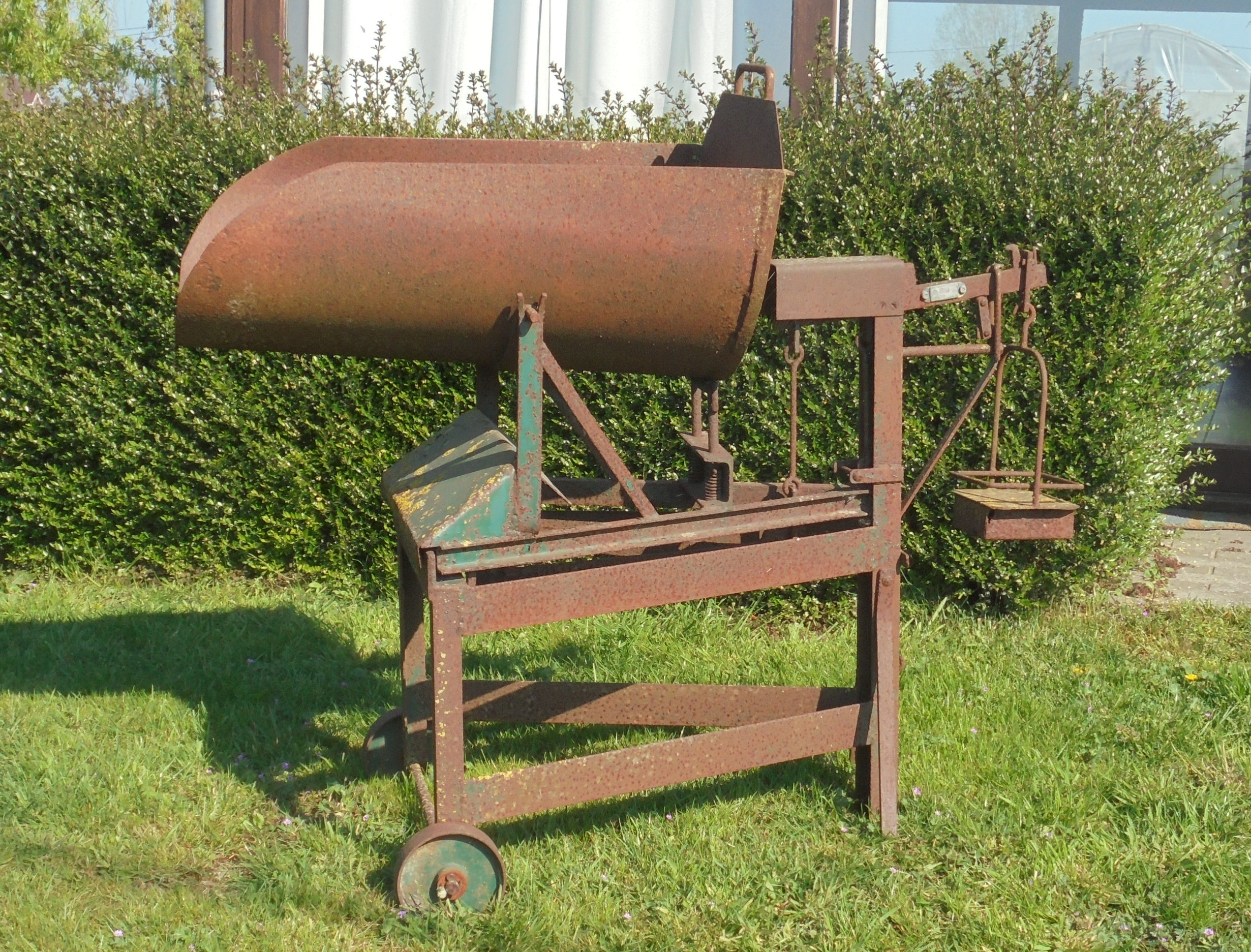
Voor het vullen van zakken, bv. voeding of kolen